# 僕の初恋をキミに捧ぐ
『僕の初恋をキミに捧ぐ』（ぼくのはつこいをキミにささぐ）は、青木琴美による日本の少女漫画作品。
前作『僕は妹に恋をする』のプレストーリー的存在にあたる作品として、2005年17号から2008年15号まで『少女コミック』（小学館）にて連載された。主人公は、全寮制の紫堂高校の男子寮寮長・垣野内逞と女子寮寮長・種田繭で、その2人を中心に物語が進む。コミックスは累計750万部を突破した。
2007年、第53回（平成19年度）小学館漫画賞少女向け部門受賞。2018年12月時点で累計発行部数は800万部を突破している。
2009年に実写映画化、2019年にテレビドラマ化された。

## あらすじ
幼い頃から心臓病で入院していた逞と、その主治医の娘の繭。8歳のある日、繭は逞が「20歳まで生きられない」ことを知り、何とか逞の病気を治せないかと悩む。そんな繭の想いを知らない逞は、「大人になったら僕のお嫁さんになってください」と繭にプロポーズ。繭は「20歳になったら絶対よ！」と応える。
やがて、逞自身も修学旅行中の診察で、自分が20歳まで生きられないことを知る。そして、繭と一緒にいても幸せにできないと考え、逃げるように全寮制の中高一貫校に入学する。だが、繭は逞を追って同じ学校に入学する。冷たい態度で繭を遠ざけようとする逞、それでも逞を慕い続ける繭。やがて、逞はファーストキスの相手と再会、繭も学校の先輩鈴谷昂に思いを寄せられる。
高校に上がり、逞と繭は再び結ばれる。しかし2人が高校3年の時、昂は五十嵐との電話中に脳出血を起こし、脳死と判定されてしまう。昂が持っていたドナーカードには心臓のところにだけ印が付けられており、一時は昂の母親が心臓移植を任意する。だが逞は自身のドナーが昂ということを知り、心臓移植を自ら断ってしまい、昂の母も同時期に心臓移植の取りやめをする。逞の病気の悪化や、親の反対などの試練が2人を襲う。

## 登場人物
担当声優は「ドラマCD版 / デジタルコミックDVD版 / ムービーコミック版」の順。
垣野内逞（かきのうち たくま）
声 - 石田彰 / 野島裕史 / 高橋信（幼少時代 - タカオユキ）
主人公。9月13日生まれ。おとめ座のA型。身長181cm、体重65kg。両親がブリーダーをしている為、コーギー4匹（ももこ・りんご・梨之助・柿之助）がいる。病気をしていても明るく、頭も運動神経もいい。中学入学前に金髪に染め、ピアスをした。繭のために心臓移植を決意するが、ドナーが昂だということにショックを受け、移植をやめる。小さい頃から一緒にいられなかった母親に親孝行がしたいと思っている。母親のために学校を辞めることを決意したが、父親の反対によってそのまま在学する。自分の病気を繭に知られたくないなど隠し事をする時には関西弁を使う。
心臓病で激しい運動はできない為、書道部・調理部・文芸部・放送部ほか、あらゆる文化部に所属する。後に弓道部にも所属する。
種田繭（たねだ まゆ）
声 - 折笠富美子 / 井上麻里奈 / Lynn
1月11日生まれ。やぎ座のB型。身長168cm、体重46kg。家族は両親のみで一人っ子。気が強く才色兼備。馬鹿真面目で喧嘩っ早く、傍若無人ではあるが前向きで他人思い。父親は有数の心臓外科医で、逞の主治医。逞のことが好きだが、逞の母親から嫌われている。心臓移植以外で逞を生きさせることができないかと方法を探し、世界中の心臓病患者を助けることを決意。弓道部と女子テニス部に所属。高校3年時には寮長になる。
鈴谷律（すずや りつ）
声 - 阪口大助 / 平川大輔 / 前田聡馬
2月28日生まれ。うお座のO型。身長171cm、体重54kg。家族は母と兄の昂。父は心臓病により、兄が高3の時に脳死判定を受ける。
逞の親友で、高校時代は逞が寮長になるまでは寮では同室だった。結子とは恋人同士。逞に対しては厳しい態度で接しながらも、重要なサポート役として貢献している。テニス部と後に弓道部に所属。
鈴谷昂（すずや こう）
声 - 関智一 / なし / 木村昴
5月5日生まれ。おうし座のO型。身長177cm、体重69kg。家族は母と弟の律。逞と繭の上級生。
中学・高校の寮長で生徒会長。テニス部所属。繭を好きになるが諦める。大学生になってからは、ある五十嵐と付き合うようになる。誕生日に繭とドライブに出掛けた時の交通事故が原因で、駅で五十嵐に電話をしている最中に脳出血から脳死状態になる。生前、ドナーカードで心臓提供を希望していたため、母親の了承の元、心臓は逞へと移植される予定だったが母親が心臓の提供を拒否し、心臓移植は中止となった。
生田成美（いくた なるみ）
声 - 小野大輔（ドラマCD版）
11月25日生まれ。いて座のB型。身長167cm、体重54kg。家族は両親と姉、妹。昂の同級生。
中学副寮長で生徒会副会長。サッカー部所属。明るい性格。
神尾耕太郎（かみお こうたろう）
声 - 羽多野渉（ドラマCD版）
4月12日生まれ。おひつじ座のAB型。身長184cm、体重70kg。家族は両親と姉。昂の同級生。
生徒会会計で、弓道部に所属する。謎が多い人物。
田村結子（たむら ゆいこ）
4月27日生まれ。おうし座のA型。身長153cm、体重46kg。
繭の親友で高校時代は繭が寮長になるまでは同室だった。律とは恋人同士となる。性格は落ち着いていて天然。その上巨乳。弓道部所属で、部内で一番落ち着いているから、部長に選ばれる。
上原照（うえはら てる）
10月28日生まれ。さそり座のA型。身長155cm、体重43kg。
儚い雰囲気のする美少女。
心臓病患者で、逞の入院友達。逞より2歳上。逞のファーストキスの相手で逞が好き。仮病を使い、逞を束縛するが逞との散歩中に発作を起こし亡くなる。
結城頼（ゆうき より）
4月4日生まれ。おひつじ座のA型。身長173cm、体重55kg。家族は両親と妹。
紫堂高校の新入生。逞の下級生になる。『僕は妹に恋をする』の主人公。寮の規則を乱してばかりいる問題児。逞とは入学式前に公園で一度会っている。ある事件がきっかけで、退学処分になる。頼のある一言がきっかけで逞は繭に対する態度を改める。
五十嵐優実（いがらし ゆみ）
11月27日生まれ。いて座のA型。身長163cm、体重43kg。
昂の大学の同級生で気が強い。昂が好きで、バイト先を昂がいるところに変えた。彼女がいたことで、昂の母親は、逞に昂の心臓を提供することを拒否した。

## 書誌情報
青木琴美『僕の初恋をキミに捧ぐ』（小学館フラワーコミックス、単行本 全12巻。ファンブック1巻）。表紙イラストは「逞の夢」というテーマである。
| 巻数             | サブタイトル             | サブタイトル                   | 奥付発行日     | ISBN              |
| ---------------- | ------------------------ | ------------------------------ | -------------- | ----------------- |
| 第1巻            | 1st forture              | 未来                           | 2006年1月20日  | 4-09-130245-9     |
| 第1巻            | 2nd forture              | 12歳                           | 2006年1月20日  | 4-09-130245-9     |
| 第1巻            | 3rd forture              | 幸福                           | 2006年1月20日  | 4-09-130245-9     |
| 第1巻            | 4th forture              | 心臓                           | 2006年1月20日  | 4-09-130245-9     |
| 第1巻            | 5th forture              | ひきがね                       | 2006年1月20日  | 4-09-130245-9     |
| 第2巻            | 6th forture              | 初恋の嵐                       | 2006年2月20日  | 4-09-130305-6     |
| 第2巻            | 7th forture              | 出会い                         | 2006年2月20日  | 4-09-130305-6     |
| 第2巻            | 8th forture              | 罰ゲーム                       | 2006年2月20日  | 4-09-130305-6     |
| 第2巻            | 9th forture              | せいくらべ                     | 2006年2月20日  | 4-09-130305-6     |
| 第2巻            | 10th forture             | 夢                             | 2006年2月20日  | 4-09-130305-6     |
| 第2巻            | 巻末付録・データファイル |                                | 2006年2月20日  | 4-09-130305-6     |
| 第4巻            | 11th forture             | 嘘                             | 2006年5月20日  | 4-09-130409-5     |
| 第4巻            | ・・                     | 〜脇役Y子の話〜                | 2006年5月20日  | 4-09-130409-5     |
| 第4巻            | 12th forture             | 親友                           | 2006年5月20日  | 4-09-130409-5     |
| 第4巻            | 13th forture             | 三回忌                         | 2006年5月20日  | 4-09-130409-5     |
| 第4巻            | 14th forture             | 涙                             | 2006年5月20日  | 4-09-130409-5     |
| 第4巻            | 15th forture             | 我慢                           | 2006年5月20日  | 4-09-130409-5     |
| 第4巻            | 16th forture             | 接近                           | 2006年8月20日  | 4-09-130530-X     |
| 第4巻            | 17th forture             | 同情                           | 2006年8月20日  | 4-09-130530-X     |
| 第4巻            | 18th forture             | 翻弄                           | 2006年8月20日  | 4-09-130530-X     |
| 第4巻            | 19th forture             | 諦め                           | 2006年8月20日  | 4-09-130530-X     |
| 第4巻            | 20th forture             | わかれ路                       | 2006年8月20日  | 4-09-130530-X     |
| 第4巻            | 21st forturne            | 嫉妬                           | 2006年8月20日  | 4-09-130530-X     |
| 第5巻            | 22nd forture             | 素直な心                       | 2006年11月20日 | 4-09-130667-5     |
| 第5巻            | 23rd forture             | 最初の死                       | 2006年11月20日 | 4-09-130667-5     |
| 第5巻            | 24th forture             | 人知れず                       | 2006年11月20日 | 4-09-130667-5     |
| 第5巻            | 25th forture             | 好きな子                       | 2006年11月20日 | 4-09-130667-5     |
| 第5巻            | 26th forture             | さよなら                       | 2006年11月20日 | 4-09-130667-5     |
| 第5巻            | 27th forturne            | 成長                           | 2006年11月20日 | 4-09-130667-5     |
| 第6巻            | 28th forture             | 衝動                           | 2007年2月20日  | 978-4-09-130820-7 |
| 第6巻            | 29th forture             | 決壊                           | 2007年2月20日  | 978-4-09-130820-7 |
| 第6巻            | 30th forture             | 観覧車                         | 2007年2月20日  | 978-4-09-130820-7 |
| 第6巻            | 31st forture             | 邂逅                           | 2007年2月20日  | 978-4-09-130820-7 |
| 第6巻            | 32nd forture             | 寮長リング                     | 2007年2月20日  | 978-4-09-130820-7 |
| 第6巻            | 33rd forturne            | いくじなし                     | 2007年2月20日  | 978-4-09-130820-7 |
| 第7巻            | 34th forture             | すれちがい                     | 2007年5月1日   | 978-4-09-131020-0 |
| 第7巻            | 35th forture             | 確認                           | 2007年5月1日   | 978-4-09-131020-0 |
| 第7巻            | 36th forture             | ラブレター                     | 2007年5月1日   | 978-4-09-131020-0 |
| 第7巻            | 37th forture             | 謝罪                           | 2007年5月1日   | 978-4-09-131020-0 |
| 第7巻            | 38th forture             | いくじなし                     | 2007年5月1日   | 978-4-09-131020-0 |
| 第7巻            | ほしいものがあるんだ     |                                | 2007年5月1日   | 978-4-09-131020-0 |
| 第8巻            | 39th forture             | 目覚め                         | 2007年7月31日  | 978-4-09-131130-6 |
| 第8巻            | 40th forture             | 岐路                           | 2007年7月31日  | 978-4-09-131130-6 |
| 第8巻            | 41st forture             | 焦燥                           | 2007年7月31日  | 978-4-09-131130-6 |
| 第8巻            | 42nd forture             | 負担                           | 2007年7月31日  | 978-4-09-131130-6 |
| 第8巻            | 43rd forture             | 無理                           | 2007年7月31日  | 978-4-09-131130-6 |
| 第8巻            | 44th forture             | 無心                           | 2007年7月31日  | 978-4-09-131130-6 |
| 第8巻            | ・・                     | メールの返事くらい、くれよ     | 2007年7月31日  | 978-4-09-131130-6 |
| 第9巻            | 45th forture             | 分岐                           | 2007年10月31日 | 978-4-09-131348-5 |
| 第9巻            | 46th forture             | 夢現                           | 2007年10月31日 | 978-4-09-131348-5 |
| 第9巻            | 47th forture             | 希望                           | 2007年10月31日 | 978-4-09-131348-5 |
| 第9巻            | 48th forture             | 証人                           | 2007年10月31日 | 978-4-09-131348-5 |
| 第9巻            | 49th forture             | 自殺行為                       | 2007年10月31日 | 978-4-09-131348-5 |
| 第9巻            | 50th forturne            | 決心                           | 2007年10月31日 | 978-4-09-131348-5 |
| 第10巻           | 51st forture             | 廃棄                           | 2007年7月31日  | 978-4-09-131130-6 |
| 第10巻           | 52nd forture             | 灯火                           | 2007年7月31日  | 978-4-09-131130-6 |
| 第10巻           | 53rd forture             | 不意                           | 2007年7月31日  | 978-4-09-131130-6 |
| 第10巻           | 54th forture             | 幸運                           | 2007年7月31日  | 978-4-09-131130-6 |
| 第10巻           | 55th forture             | 表裏                           | 2007年7月31日  | 978-4-09-131130-6 |
| 第10巻           | 56th forture             | 無私                           | 2007年7月31日  | 978-4-09-131130-6 |
| 第10巻           | 特別編                   | もっと生きたい…                | 2007年7月31日  | 978-4-09-131130-6 |
| 第11巻           | 57th forture             | 準備                           | 2008年4月30日  | 978-4-09-131587-8 |
| 第11巻           | 58th forture             | わがまま                       | 2008年4月30日  | 978-4-09-131587-8 |
| 第11巻           | 59th forture             | 不愉快                         | 2008年4月30日  | 978-4-09-131587-8 |
| 第11巻           | 60th forture             | 可能性                         | 2008年4月30日  | 978-4-09-131587-8 |
| 第11巻           | 61st forture             | 希望                           | 2008年4月30日  | 978-4-09-131587-8 |
| 第11巻           | …                        | 彼は行けもしない甲子園を目指す | 2008年4月30日  | 978-4-09-131587-8 |
| 第12巻           | 62nd forture             | 血道                           | 2008年8月31日  | 978-4-09-131844-2 |
| 第12巻           | 63rd forture             | 挨拶                           | 2008年8月31日  | 978-4-09-131844-2 |
| 第12巻           | 64th forture             | 切願                           | 2008年8月31日  | 978-4-09-131844-2 |
| 第12巻           | 65th forture             | 起請                           | 2008年8月31日  | 978-4-09-131844-2 |
| 第12巻           | 66th forture             | 前夜                           | 2008年8月31日  | 978-4-09-131844-2 |
| 第12巻           | 67th forture             | 遺言                           | 2008年8月31日  | 978-4-09-131844-2 |
| 第12巻           | 僕は妹に恋をする 番外編  | ☆矢野くんのワンダフル・デイ☆   | 2008年8月31日  | 978-4-09-131844-2 |
| 公式ファンブック | Introduction             |                                | 2008年10月1日  | 978-4-09-132030-8 |
| 公式ファンブック | chapter 1                | キャラクター                   | 2008年10月1日  | 978-4-09-132030-8 |
| 公式ファンブック | chapter 2                | ストーリーダイジェスト         | 2008年10月1日  | 978-4-09-132030-8 |
| 公式ファンブック | chapter 3                | スペシャルコンテンツ           | 2008年10月1日  | 978-4-09-132030-8 |
| 公式ファンブック | 特別企画                 | 僕キミファッションチェック     | 2008年10月1日  | 978-4-09-132030-8 |
| 公式ファンブック | ショートコミック         | 「少年は鈍く、少女を傷つける」 | 2008年10月1日  | 978-4-09-132030-8 |
| 公式ファンブック | 特別企画                 | 別冊昂サマ                     | 2008年10月1日  | 978-4-09-132030-8 |

以下を同時収録する。
ほしいものが、あるんだ 〜卒業式前に〜
『少女コミック』2006年6号掲載（7巻収録）
雰囲気は好みだけど、性格に難ありな図書委員長の拓実先輩と、ぶつかった弾みでキスをした福山。「なかったことにしましょう」と申し出るが、「ファーストキスだった、責任取って俺と結婚しろ」と言われる始末。先輩のことを全く理解できない福山だが、ひょっとして先輩は前から自分のことを好きだったのかもと思わせるような言動を先輩がする。
メールの返事くらい、くれよ
『少女コミック』2007年2月14日増刊号掲載（8巻収録）
元旦、全く接点のないクラスメイトの橋本達彦からメールをもらった景子。メールには彼には到底似つかわしくない顔文字が使ってあって、イタズラだと考えるがなぜか期待する。達彦は立芳（ハルカ）といとこ同士。
特別編 もっと生きたい･･･
『少女コミック』2005年18号ふろく掲載（10巻収録）
本編連載前のショートストーリー。作者いわく「ぶっちゃけホラーです。ちょっとライトなホラーまんが。」夜中に病室を抜け出す逞くんと繭ちゃんに看護師が、夜中の2時に看護師が巡回していると点滴スタンドの女の子の幽霊がでると話す。二人を消灯後に抜け出させない作り話だったが、逆効果で繭が「ぜったいいないってしょうめいしてやるの!!」といって逞を連れて、幽霊が出るという305号室へ夜中の2時に確認しに行く。二人は幽霊を見ることはなかったが･･･。
彼は行けもしない甲子園を目指す
『Sho-Comi』2008年5号掲載（11巻収録）
ブスで地味な珠美に屋上に呼び出されては、みかんやプリンなど変な贈り物をされる、顔も頭もいいヒカルは、珠美は恥ずかしがり屋で告白できないでいるのだと思い、気を使って自分から「付き合おう」と言った。だが、珠美は単にヒカルに野球部に入って欲しく贈り物は賄賂であった。自分に告白したことをバラすと脅され、不本意ながらも入部したヒカルは、珠美が部員の1人を好きだと気づく。
別に英語版が出版されたが、第1巻が刊行されたのみで、第2巻以降の刊行された形跡がない。

## ドラマCD
僕の初恋をキミに捧ぐ ドラマCD
品番：PCCG-798、発売：2006年5月17日
スタッフ
- 演出：千葉繁
- 脚本：岡村直宏
- 音楽：酒井良
- 効果：神保大介
- 録音：中山譲
- 録音スタジオ：STUDIO SOUND SHIP
- マスタリング：能瀬秀二
- ジャケットイラスト：青木琴美
- アートディレクション：佐藤哲郎

収録曲目
1. prologue〜プロローグ
2. 1st fortune〜出会い
3. 2nd fortune〜罰ゲーム
4. 3rd fortune〜せいくらべ
5. Special Track〜『僕の初恋をキミに捧ぐ』座談会

## デジタルコミックDVD
「少女コミック」2008年12号 - 14号連続企画応募者全員サービスとして『僕の初恋をキミに捧ぐ』、『うわさの翠くん!!』、『今日、恋をはじめます』の3作品を収録。

## 映画
2009年10月24日に東宝系にて公開された。主演は井上真央と岡田将生。最終興収21.5億円。2011年10月21日に「金曜ロードショー」枠にて編集版が地上波初放送された。

### キャスト（映画）
- 種田繭：井上真央 / 幼少期：熊田聖亜
- 垣野内逞：岡田将生 / 幼少期：小林海人
- 垣野内稔：杉本哲太
- 垣野内涼子：森口瑤子
- 鈴谷昂：細田よしひこ
- 上原照：原田夏希
- 杉山律：窪田正孝
- 田村結子：寺田有希
- 鈴谷良美：堀内敬子
- 鈴谷隆三：山本學
- 種田孝仁：仲村トオル

### スタッフ（映画）
- 製作：堀越徹、亀井修、中村美香、島谷能成、村上博保、阿佐美弘恭、平井文宏
- エグゼクティブプロデューサー：奥田誠治
- プロデューサー：畠山直人、阿部謙三
- ラインプロデューサー：竹山昌利
- プロダクション統括：金澤清美
- 企画協力：菅沼直樹、神蔵克、大平太
- 監督：新城毅彦
- 脚本：坂東賢治
- 撮影：小宮山充
- 録音：益子宏明
- 音楽：池頼広
- 主題歌：平井堅「僕は君に恋をする」（デフスターレコーズ）
- 配給：東宝
- 製作プロダクション：東宝映画
- 企画・製作幹事：日本テレビ放送網
- 製作委員会：日本テレビ放送網・小学館・PPM・東宝・読売テレビ放送・D.N.ドリームパートナーズ・バップ・エフエム東京
- 上映時間：122分

### 関連商品
ノベライズ
「小説 僕の初恋をキミに捧ぐ」小学館文庫 著：橋口いくよ 2009年9月4日初版発売、ISBN 978-4-09-408433-7
「僕の初恋をキミに捧ぐ」小学館ジュニア文庫 著：百瀬しのぶ 2009年10月23日発売、ISBN 978-4-09-230601-1
フォトブック
「映画公式フォトブック 僕の初恋をキミに捧ぐ」小学館ちゃおムック 2009年10月13日初版第1刷発行、ISBN 978-4-09-101036-0
巻末に原作者青木琴美と主演井上真央、岡田将生のスペシャルインタビュー、青木琴美と細田よしひこ、窪田正孝、寺田有希のそれぞれのインタビューが掲載されている。
ゲーム
僕キミオリジナル・携帯電話向けパズルゲーム（日テレ×GAME）

## ムービーコミック
スマートフォン向けのエンタメアプリ「UULA」にて2014年9月8日から配信された、原作にセリフやサウンドを加え「動くマンガ」として再構成した動画コンテンツ。主題歌はDa-iCE「I still love you」。

## テレビドラマ
2019年1月19日から3月2日まで毎週土曜23時15分 - 翌0時5分にテレビ朝日系「土曜ナイトドラマ」で放送された。主演は野村周平。
本作はSho-Comi創刊50周年記念事業の一環として位置づけられている。
ウェブテレビ・AbemaSPECIAL 2チャンネルでは2月9日、2月16日の2週にわたり、「僕の初恋をキミに捧ぐ番外編」と題したスピンオフドラマを配信。

### キャスト（テレビドラマ）
- 垣野内逞 - 野村周平（幼少期：潤浩[8]）
- 種田繭 - 桜井日奈子（幼少期：田島僚華[9]）
- 鈴谷昂 - 宮沢氷魚（幼少期：大江優成）
- 鈴谷律 - 佐藤寛太（幼少期：嶺岸煌桜）
- 五十嵐優実 - 松井愛莉
- 田村結子 - 矢作穂香
- 神尾耕太郎 - 岐洲匠
- 生田成美 - 富田健太郎
- 野村聡美 - 福本莉子
- 向井早苗 - 是永瞳
- 鈴谷小百合 - 山下容莉枝
- 種田陵子 - 真飛聖
- 垣野内寛貴 - 児嶋一哉
- 垣野内えみ - 石田ひかり
- 種田穣 - 生瀬勝久

### スタッフ（テレビドラマ）
- 原作 - 青木琴美 『僕の初恋をキミに捧ぐ』（小学館刊）
- 脚本 - 尾崎将也
- 演出 - 宝来忠昭、藤原知之
- 音楽 - 富貴晴美
- 主題歌 - DEAN FUJIOKA「Maybe Tomorrow」
- エグゼクティブプロデューサー - 内山聖子（テレビ朝日）
- プロデューサー - 神田エミイ亜希子（テレビ朝日）、山本喜彦（MMJ）、森一季（MMJ）
- 制作 - テレビ朝日、MMJ

### 放送日程
| 話数                                                                        | 放送日  | サブタイトル                                 | ラテ欄                                                                   | 演出     |
| --------------------------------------------------------------------------- | ------- | -------------------------------------------- | ------------------------------------------------------------------------ | -------- |
| 第1話                                                                       | 1月19日 | 僕の人生にはタイムリミットがある             | 800万人が涙!! 大ヒット作初ドラマ化 20歳までの余命宣告…命をかけて愛し抜く | 宝来忠昭 |
| 第2話                                                                       | 1月26日 | 友達ってすっごく遠い                         | むけないリンゴ⋯突然現れた病気の彼女は最強の恋敵!? 彼をとらないで!!       | 宝来忠昭 |
| 第3話                                                                       | 2月02日 | 泣きながら決心した…もう嘘はイヤだ!           | キスとデートで動き出す運命!? 恋敵との対決⋯嘘はやめる!!                   | 藤原知之 |
| 第4話                                                                       | 2月09日 | 俺は…繭のことが好きなんだ!                   | 抱きしめて…深夜2人きりの教室!! キスまでの距離は遠い!?                    | 藤原知之 |
| 第5話                                                                       | 2月16日 | 私たち今からキスするから                     | 雪山でキス!? 絶対に離さない… 流れ星の下一つになった想い!!                | 宝来忠昭 |
| 第6話                                                                       | 2月23日 | 俺たち…これからデートする カップルみたいだな | 最終章!! 生きて…またデートしようね。 永遠を誓ったお守り                  | 藤原知之 |
| 最終話                                                                      | 3月02日 | 僕らの初恋は、永遠に輝き続ける               | 泣かないで…君のために生きる! オペに懸ける想い!! 永遠を誓うキス!!         | 宝来忠昭 |
| 平均視聴率 3.1%（視聴率はビデオリサーチ調べ、関東地区・世帯・リアルタイム） |         |                                              |                                                                          |          |

- 第1話は同番組の放送1週間前（1月12日）に逝去した、女優・市原悦子を偲ぶ『追悼特別番組 市原悦子さんを偲んで 家政婦は見た!24 美貌の女帝とデパートの帝王 昼と夜二つの顔の秘密!』（20時54分 - 23時25分、本放送は『土曜ワイド劇場』で放送された）放送に伴い、通常時刻より15分繰り下げ23時30分 - 翌0時20分に放送された[12]。視聴率は3.3%[13]。

| テレビ朝日 土曜ナイトドラマ（第2期）             | テレビ朝日 土曜ナイトドラマ（第2期）            | テレビ朝日 土曜ナイトドラマ（第2期）    |
| 前番組                                           | 番組名                                          | 次番組                                  |
| ------------------------------------------------ | ----------------------------------------------- | --------------------------------------- |
| あなたには渡さない （2018年11月10日 - 12月22日） | 僕の初恋をキミに捧ぐ （2019年1月19日 - 3月2日） | 東京独身男子 （2019年4月13日 - 6月8日） |